# ドラ魂ナイト
ドラ魂ナイト（ドラだまナイト）は、CBCラジオで放送されているラジオ番組。2013年4月2日放送開始。
不定期で放送される『ドラ魂ワイド』についてもこのページで記載する。

## 概要
野球が大好きな戸井康成がナイター終了のアフターゲームを振り返りながら、中日ドラゴンズが勝っても負けても独自のトークで盛り上げていく応援番組である。
2018年度からは、中日ドラゴンズの試合がない日を中心に、特番として『ドラ魂ワイド』を放送開始。

## パーソナリティー
- 戸井康成
  - 『CBCドラゴンズナイター』スタジオ担当から引き続き出演。
  - 2021年9月22日は塩見啓一、9月23日は江田亮、9月24日は高田寛之、2022年9月16日は宮部和裕が代演。

## 放送期間
ドラ魂ナイト
- 2013年4月2日 - 2013年9月27日
- 2014年4月1日 - 2014年9月26日
- 2015年3月31日 - 2015年9月25日
- 2016年3月29日 - 2016年9月23日
- 2017年3月31日 - 2017年9月29日
- 2018年4月3日 - 2018年9月28日
- 2019年4月2日 - 2019年9月27日
- 2020年3月31日 - 4月23日[1]、6月2日 - 11月5日[2]
- 2021年3月26日 - 7月16日、8月13日 - 10月15日
- 2022年3月29日 - 9月22日[3]

ドラ魂ワイド
- 2018年度：4月27日、6月19日 - 6月21日、6月28日
- 2019年度：4月26日、5月2日 - 5月3日、6月27日、8月16日[4]
- 2020年度：3月31日 - 6月18日
- 2021年度：4月29日、5月4日 - 5月6日、6月15日 - 6月18日（特番LOOP）、7月15日、7月20日 - 8月12日（ペナントレース中断期間）、8月26日、9月17日[5]、9月23日、10月15日
- 2022年度：4月15日[6]、4月21日、5月3日 - 5月5日、5月12日、5月19日、6月30日、7月28日、8月11日、9月2日、9月22日

## 放送時間
- 毎週火曜日 - 金曜日 21:00 - 22:00（JST）
  - 『CBCドラゴンズナイター』が延長になった場合、中継終了後から22:00までの短縮放送となる。
  - 2020年シーズンは、番組中断中の5月8日からネット再開した『問わず語りの神田伯山』（TBSラジオ制作）放送のため、6月5日.12日のみ金曜は21:30までの短縮放送。[7]また、9月29日以降は『ココロのオンガク 〜music for you〜』が放送されるため21:45終了となる。
  - 2021年シーズンは、東京オリンピックによるペナントレース中断の影響で前年に続きナイター中継の放送を秋改編以降も継続。9月28日以降は『RADIO MIKU』の時間移動、「ココロのオンガク-」放送開始を受け21:30までの放送に短縮される。
  - 2023年度のみは同じく戸井がパーソナリティーを務める『戸井康成の金曜スクラッパー』が当該時間帯に放送されていたため、火曜から木曜のみの放送となっていた。また、中日戦の非開催時および権利上放送できないヤクルト主催時における他カード[8]の放送を縮小したため、本番組の放送が増加していた。

## コーナー紹介
2013年度
- ピンチヒッター大喜利 - プロ野球にまつわる様々なテーマをお題にしたネタコーナー。コーナーの最後で次回のお題が紹介される。
- ドラ魂ダービー - 毎月テーマを決めて、リスナーに予想してもらうコーナー。
- アゲソン!リクエスト - 負け試合をふきとばすアゲアゲソングをリクエスト。
- ドラえーもん - 戸井が独断で選ぶ、勝ち試合の名ベストシーンを紹介するコーナー。

2014年度
- 勝戦竜&負戦竜（勝ち川柳&負け川柳） - 番組オープニングで試合結果を川柳で紹介するコーナー。ドラゴンズ戦の中継がない場合は省略。
- 白黒リクエスト - 試合結果により、勝ち試合はシングルA面、負け試合はB面のリクエスト曲がオンエアされるコーナー。
- お茶の間リポーター - 毎週決まった曜日に電話レギュラー出演できるリスナーとともに、その日の試合を振り返っていくコーナー。
- 戸井康成のドラ魂ブルペン - 毎回、ゲストを迎えて音楽を流すコーナー（事前収録）。プロ野球の中継がなく、フル放送になった場合に放送される。
- ピンチヒッター大喜利 - 同上。
- ドラえーもん - 同上。

2015年度
- 勝戦竜&負戦竜（勝ち川柳&負け川柳） - 同上
- ホメコラ劇場 - リスナーからのメールや投稿をBGMにのせて、選手を叱咤激励していくコーナー。
- 戸井康成のドラ魂ブルペン - 同上。
- 連勝ソング☆リクエスト - リスナーからのリクエスト曲をドラゴンズが連勝し続ける限り放送。負ければ曲が変わって放送。
- お茶の間リポーター - 同上。
- ピンチヒッター大喜利 - 同上。
- ゲン担ぎのゲンさん - リスナーが実行している験担ぎを紹介するコーナー。ドラゴンズが勝った場合に発生。
- たられば野球盤 代打オレ - 戸井が独断で選んだ場面で、もしも戸井が代打で打席に立ったら場面はどう変わったかシミュレーションするコーナー。ドラゴンズが負けた場合に発生。

2016年度
- 勝戦竜&負戦竜&無戦竜（勝ち川柳&負け川柳&無し川柳） - 同上。7月以降、ドラゴンズ戦の中継がない日も川柳コーナーが設けられる。
- ホメコラ劇場 - 同上。
- 戸井康成のドラ魂ブルペン - 同上。
- 連勝ソング☆リクエスト - 同上。
- ピンチヒッター大喜利 - 同上。
- 未来予想図101 - 次回のドラゴンズの試合経過をリスナーと戸井が曖昧に予想するコーナー。

2017年度
- 勝戦竜&負戦竜&無戦竜（勝ち川柳&負け川柳&無し川柳） - 同上。
- 王様の耳はロバの耳 - リスナーからの当日の試合の勝因、敗因などのメールをBGM（栗コーダーカルテット「帝国のマーチ」）に乗せて紹介。紹介に困るフレーズには、馬のいななきなどの効果音がかぶせられる。
- 連勝ソング☆リクエスト&泥沼ソングリクエスト - 同上。泥沼ソングはドラゴンズが3連敗以上した際に、連敗が続く限り放送される。
- ピンチヒッター大喜利 - 同上。
- 明日への格言 - 戸井が故事ことわざ辞典からランダムに選んだ格言を紹介し、ドラゴンズにエールを送る。

### 2020年度

#### 春改編直後から4月23日まで
新型コロナウイルス感染症の拡大でプロ野球の開幕が遅れたため、後述する『ドラ魂ワイド』とともに連日フルバージョンで放送され、「無戦竜」「ピンチヒッター大喜利」に加えて例年とは異なるコーナーが組まれた。また、『ドラ魂ワイド』でドラゴンズ情報を伝えるために入ったスポーツアナウンサー（ドラ番）が、こちらにもほぼ毎回放送の全編に参加した。

プロ野球開幕が大幅にずれ込んだため4月23日で放送をいったん休止し、『オタメシ』の放送に切り替わった。
- 生電話ドラ魂探偵局 ドラ番が解答者となり、ドラゴンズの女性ファンと電話をつないでどの選手のファンなのかを当てる。4月16日からスタート。
- 康成・康行のなりゆき2020 2012年に一度だけ放送した特番が復活。異動でアナウンス室を離れた元アナウンサーの森合康行と戸井でマニアックなトークに興じた。
- なれあい 戸井と元レポートドライバーの清水藍でのトーク。清水のおすすめを戸井にプレゼンする。
- なりきり 上記の流れを継いだ2ショットトーク企画。カードを引いてランダムに決められたお題について戸井とドラ番でトークする。

#### 6月2日以降
新型コロナウィルス感染症に対する緊急事態宣言が全国的に解除されたのを受け、NPBがプロ野球の開幕日を6月19日に決定。開幕を3週前に控え練習試合 の始まる6月2日から放送を再開した。コーナーは放送時間に応じ、ナイター直後の情報に加え以下の企画の中から実施。
- 勝戦竜/負戦竜/待戦竜 - 待戦竜（まちせんりゅう）は、開幕が遅れて待たされたファンの気持ちを詠む川柳[10]。BGMはあみん『待つわ』
- 王様の耳はロバの耳
- ピンチヒッター大喜利

なお、プロ野球開幕が遅れたためCBCドラゴンズナイターが秋改編後も続行するのに伴い、当番組も11月6日まで放送されることとなった。前述の通り、9月29日以降は新番組スタートのため放送時間が15分短縮される。

## ドラ魂ワイド

### 概要
TBSラジオがプロ野球中継から撤退した2018年以降、CBCドラゴンズナイターで予備カードがない場合に放送されている。
- 2022年度までは基本的にパーソナリティは『-ナイト』同様戸井康成で、『-ワイド』放送時は4時間続けての出演となる。戸井のほか、スポーツアナウンサー、CBCプロ野球解説者に加え、様々なプロ野球にまつわるゲストを迎えて送る。
- 2019年以降は働き方改革の影響で、20時までが生放送、20時台に事前録音で音楽企画を構成することが多くなった。
- 2023年は中継カードが元々設定されていない場合、『-ナイト』ではなくナイターオフ期間の『ドラ魂キング』をベースにした内容で放送されるようになり、パーソナリティーも『-キング』の女性パーソナリティ－のうち1名（主に加藤里奈・三浦優奈・安藤渚七）と日替わり男性パートナー（スポーツアナウンサーやCBC解説者）のコンビ形式に変更され、戸井は『-ナイト』のみの担当となる。
- 2024年は中継カードが元々設定されていない場合、編成上は18:00から21:00まで『-ワイド』であるが、19:00までナイターオフ期間の『ドラ魂キング』をベースにした内容で放送（パーソナリティーも『-キング』出演者がそのまま担当）し、19:00からは『名古屋芸人 お笑ジオ★スターズ』『戸井康成の増刊スクラッパー』のいずれかを放送する2部体制となっている。

### 2020年
3月31日にナイターイン編成に切り替わってから、6月18日の開幕前日まで連日放送された。内容は主に3つの時期に分けられる。

なお、オールスターゲームや交流戦が中止されるなど予備日がほとんど設定されず例年以上に日程が密であったため、シーズン開幕後に中継代替の放送はなかった。

#### 4月23日まで
パーソナリティは戸井康成で、『-ナイト』と通して4時間の担当となった。18時台は前番組『ドラ魂キング』の出演者が参加した。途中愛知県に出された独自の緊急事態宣言（以下「宣言」）の発令前後で内容が一部変更された。
- ドラゴンズ情報　『-キング』とは別のドラ番記者アナウンサーが情報を伝える。
- ラジオ選手名鑑 『-キング』パーソナリティのスポーツアナウンサーに、カードを引いてランダムに選ばれたドラゴンズの選手・首脳陣にまつわる”まだどこでも話してない話”をアドリブで披露してもらう。
- スポーツTODAY 最新のスポーツニュースを伝える。
- ゲストトーク（19時台）　ドラゴンズ・野球関係者[13] をゲストに迎えてトークを行った。
- 日めくりペディア その日の過去の中日スポーツを見ながら野球談議を繰り広げる。最初は『-ナイト』のコーナーとして始まったが、19時台のゲストコーナー短縮に伴いこの時間に追加。その後『-ナイト』では終了。
- ドラゴンズ黄金時代名勝負列伝　4月17日までは「開幕戦名勝負列伝」として、実況音源を交えて過去の開幕戦を振り返っていた。4月21日からは開幕戦以外に対象を広げて、過去の名勝負・名試合を振り返る。また、宣言前までは18時台の企画だった。
- ドラ魂ミュージック（20時台）　スポーツアナウンサーらがパーソナリティとなり、一組のアーティストを特集した。主に録音での放送。開幕直前週にも放送された。

#### 4月24日から6月4日まで
この時期は曜日によって趣向が大きく異なるラインナップとなった。

##### 火曜日
パーソナリティは大谷ノブ彦。大谷の選曲とともに、ドラゴンズ情報のほか、一つのテーマについてゲストとリスナーからの投稿を交えて徹底的に語りつくす。
| 放送日 | 企画                                     | ゲスト                            |
| ------ | ---------------------------------------- | --------------------------------- |
| 4/28   | 名古屋（愛知）のスタメンを決めよう       | 若狭敬一、清水藍                  |
| 5/5    | 1980・90年代のドラゴンズ                 | 北辻利寿（CBC解説委員）、榊原悠介 |
| 5/12   | ドラゴンズあるある                       | 大山くまお、若狭敬一              |
| 5/19   | ライバル                                 | 加藤里奈、榊原悠介                |
| 5/26   | ドラゴンズどうでもいいニュースグランプリ | カルロス矢吹、塩見啓一            |
| 6/2    | 2000年代のドラゴンズ                     | 北辻利寿（CBC解説委員）、宮部和裕 |

##### 水曜日・木曜日
『ドラ魂キング』に出演するメンバーを中心に、CBCアナウンサーら が毎回交代でパーソナリティを務め、最新のドラゴンズ情報を伝えるほか、”毎回が特番”状態の様々な企画を送る。20時台には戸井康成がパートナーとして出演。

レギュラー企画・19時台

- みやべんのチアドラファイル2020 - 2020年のチアドラゴンズメンバー全員の紹介を目指して宮部和裕が電話インタビュー。『-ナイト』の中でも放送がある。
- ドラゴンズ黄金時代名勝負列伝

20時台（5月28日放送分まで）

- ラジオ選手名鑑/なりきり - 男性アナの担当日は選手名鑑、女性アナの日になりきりとなる。
- 生電話ドラ魂探偵局
- ネタ投稿コーナー
  - 嗚呼送りバント人生（水）
  - 何でもバトル最強決定戦（木）

| 放送日     | パーソナリティ | ゲスト・企画                                 |
| ---------- | -------------- | -------------------------------------------- |
| 4/29（水） | 若狭敬一       | 落合英二「開幕直前の韓国プロ野球」           |
| 4/30（木） | 高田寛之       | 長谷雄蓮華「写経を習う」                     |
| 5/6（水）  | 西村俊仁       | 「あんた、今、何しとるの？」                 |
| 5/7（木）  | 加藤由香       | 「私が野球を好きなワケ」パートナー・榊原悠介 |
| 5/13（水） | 柳沢彩美       | 「柳沢ラボ」 パートナー・西村俊仁            |
| 5/14（木） | 江田亮         | 「高校野球あるある」パートナー・宮部和裕     |
| 5/20（水） | 高田寛之       | 「漫画」平松伸二                             |
| 5/21（木） | 山内彩加       | 「SNS」パートナー・若狭敬一                  |
| 5/27（水） | 若狭敬一       | プロ野球・記録と道具の話                     |
| 5/28（木） | 江田亮         | テーマ「青春」パートナー・光山雄一朗         |
| 6/3（水）  | 西村俊仁       | テーマ「応援」パートナー・山内彩加           |
| 6/4（木）  | 加藤里奈       | ゲスト・彦野利勝                             |

##### 金曜日『宮部和裕のミュージックストライク』
2019年10月4日～2020年3月28日に放送されていた同名番組の復活版。パーソナリティはスポーツアナウンサーの宮部和裕、ディレクターは『A MUSIC PROGRAM』の堀井庄一。
- アーティスト特集（19時台）
- あいうえおリクエスト（20時台） - 50音の中から毎週お題の1字を設定し、その字から始まる曲名・アーティストの楽曲をリクエスト。

6月5日で『ドラ魂ワイド』内での放送は終了。

##### ラッキーウィーク
6月8日～14日のCBCラジオ・ラッキーウィークの期間中は火曜～木曜放送分にスペシャルパーソナリティを迎えて、特別企画を放送。
| 放送日     | 出演                           | 企画                                       |
| ---------- | ------------------------------ | ------------------------------------------ |
| 6/9（火）  | つボイノリオ・小高直子         | つボイノリオ記念日特集～金太の魂2020       |
| 6/10（水） | 多田しげお・久野誠・加藤愛     | おじいちゃんたちのたわごと～昭和はよかった |
| 6/11（木） | 北野誠・松原タニシ・松岡亜矢子 | 北野誠の新栄水無月怪談                     |

#### 開幕週（6月16日～18日）
4月23日以来に再び戸井康成がメインパーソナリティを務め、『-ワイド』『-ナイト』通して4時間の生放送。20時台は再び『ドラ魂ミュージック』となるほか、開幕直前のドラゴンズ情報、引き続きとなる宮部のチアドラ企画などを放送した。

### 2021年

#### 開局70周年特別番組「LOOP」
2021年のCBCラジオラッキーウィーク（聴取率調査週間）は、プロ野球セ・パ交流戦の予備日及びCBCに中継権のない神宮球場での東京ヤクルトスワローズ主催試合に当たり、中日自体も交流戦の日程を予定通り終了したため、中継に代えてCBC開局70周年特別企画「LOOP」を放送した。
| 放送日     | 出演                                     | 企画                     |
| ---------- | ---------------------------------------- | ------------------------ |
| 6/15（火） | つボイノリオ・小高直子                   | 伝説の深夜ラジオ復活     |
| 6/16（水） | 若狭敬一・川上憲伸・松村邦洋             | プロ野球大放談           |
| 6/17（木） | 小堀勝啓・平野裕加里・重盛啓之・大石邦彦 | 弾けたアナは止められない |
| 6/18（金） | 北野誠・増田英彦・加藤由香               | Youは何しに松竹へ？      |

#### 東京五輪に伴うプロ野球中断中の放送
プロ野球中継の放送がないため、2021年7月20日から8月12日まで連日放送。この期間中は「-ナイト」も放送を中止して「オタメシ」を放送するほか、「-ワイド」も通常時とは別のパーソナリティ・内容で放送する。パーソナリティは以下の面々。
- アホロートル（火曜日）
- 加藤里奈（水曜日;7月21.28日分担当）
- アナののびしろ（水曜日;8月4日.11日分担当）[19]
- 町田こーすけ（木曜日;7月22.29日.8月5日分担当）
- 小堀勝啓（木曜日;8月12日担当）
- 三浦優奈（金曜日）

### 特別企画

#### 2022年

##### NOW ON SHAREスペシャル
4月21日放送。パーソナリティは加藤里奈、三浦優奈、戸井康成。CBCラジオ「NOW ON SHARE」春のプレゼントキャンペーンと連動しての特別番組で、キャンペーンで募集したリスナーの「CBCラジオとの出会い」を紹介しながら、ドラ魂キング担当のアナウンサーたちが「CBCラジオとの出会い」を語ったほか、新番組「大石邦彦のNOW ON SHARE!」の大石邦彦をゲストに迎えた。

##### トクサンRadioスペシャル
5月19日放送。『ドラ魂キング』内で放送中の『トクサンラジオwithライパチ』に出演する野球YouTuberのトクサン・ライパチがパーソナリティを務めていた2021年10月から2022年3月まで放送していた『トクサンRadio withライパチ～Beyond』の復活版。

##### 戸井康成の別冊スクラッパー増刊号
9月2日放送。日曜夜に放送中の『戸井康成の別冊スクラッパー』のスペシャル版。パーソナリティは戸井康成と小林美鈴。